# Maria Strandlund
Pour les articles homonymes, voir Strandlund.
Maria Strandlund (née le 17 août 1969) est une joueuse de tennis suédoise, professionnelle de la fin des années 1980 à 1997.
Elle a gagné un titre WTA en double pendant sa carrière.

## Palmarès

### Titre en double dames
| No | Date       | Nom et lieu du tournoi | Catégorie | Dotation  | Surface         | Partenaire      | Finalistes                     | Score    |          |
| -- | ---------- | ---------------------- | --------- | --------- | --------------- | --------------- | ------------------------------ | -------- | -------- |
| 1  | 24/10/1994 | Nokia Grand Prix Essen | Tier II   | 400 000 $ | Moquette (int.) | Maria Lindström | Eugenia Maniokova Leila Meskhi | 6-2, 6-1 | Parcours |

### Finale en double dames
| No | Date       | Nom et lieu du tournoi | Catégorie | Dotation  | Surface      | Vainqueures             | Partenaire      | Score         |          |
| -- | ---------- | ---------------------- | --------- | --------- | ------------ | ----------------------- | --------------- | ------------- | -------- |
| 1  | 08/05/1995 | Prague Open Prague     | Tier IV   | 107 500 $ | Terre (ext.) | Linda Wild Chanda Rubin | Maria Lindström | 6-7, 6-3, 6-2 | Parcours |

## Parcours en Grand Chelem

### En simple dames
| Année | Open d'Australie | Open d'Australie   | Internationaux de France | Internationaux de France | Wimbledon       | Wimbledon       | US Open         | US Open           |
| ----- | ---------------- | ------------------ | ------------------------ | ------------------------ | --------------- | --------------- | --------------- | ----------------- |
| 1988  | -                | -                  | 3e tour (1/16)           | Nicole Jagerman          | -               | -               | -               | -                 |
| 1989  | 2e tour (1/32)   | Kim Kessaris       | 1er tour (1/64)          | Angelikí Kanellopoúlou   | 2e tour (1/32)  | Laura Golarsa   | -               | -                 |
| 1990  | -                | -                  | 2e tour (1/32)           | Radka Zrubáková          | 1er tour (1/64) | Monica Seles    | 3e tour (1/16)  | Jennifer Capriati |
| 1991  | 1er tour (1/64)  | Patricia Tarabini  | 1er tour (1/64)          | Akiko Kijimuta           | 3e tour (1/16)  | Zina Garrison   | 1er tour (1/64) | Patricia Hy       |
| 1993  | 2e tour (1/32)   | Monica Seles       | -                        | -                        | -               | -               | -               | -                 |
| 1995  | -                | -                  | 1er tour (1/64)          | Karina Habšudová         | 2e tour (1/32)  | Naoko Sawamatsu | 1er tour (1/64) | Melanie Schnell   |
| 1996  | 1er tour (1/64)  | Dally Randriantefy | -                        | -                        | -               | -               | -               | -                 |

À droite du résultat, l’ultime adversaire.

### En double dames
| Année | Open d'Australie              | Open d'Australie          | Internationaux de France      | Internationaux de France   | Wimbledon                     | Wimbledon                   | US Open                      | US Open                    |
| ----- | ----------------------------- | ------------------------- | ----------------------------- | -------------------------- | ----------------------------- | --------------------------- | ---------------------------- | -------------------------- |
| 1988  | -                             | -                         | 1er tour (1/32) A. Olsson     | Sylvie Sabas N. van Lottum | -                             | -                           | -                            | -                          |
| 1989  | 2e tour (1/16) C. Lindqvist   | Jo Durie MJ Fernández     | 2e tour (1/16) Jill Smoller   | Beth Herr C. Reynolds      | 1er tour (1/32) Sophie Amiach | Anne Minter J. Richardson   | -                            | -                          |
| 1990  | -                             | -                         | 1er tour (1/32) Rennae Stubbs | C. Bassett Ann Grossman    | 1er tour (1/32) L. Antonoplis | N. Medvedeva Leila Meskhi   | 1er tour (1/32) J. Fuchs     | Lise Gregory Gretchen Rush |
| 1991  | 1er tour (1/32) Sophie Amiach | K. Radford Jill Smoller   | 1er tour (1/32) Louise Field  | R. Fairbank Elna Reinach   | 1er tour (1/32) Louise Field  | Katrina Adams M. Bollegraf  | 1er tour (1/32) Louise Field | Helen Kelesi Caroline Vis  |
| 1992  | -                             | -                         | 1er tour (1/32) J. Fuchs      | K. Kschwendt F. Labat      | 2e tour (1/16) Carin Bakkum   | Katrina Adams M. Bollegraf  | 1er tour (1/32) J. Fuchs     | Laura Arraya K. Habšudová  |
| 1993  | 1er tour (1/32) J. Fuchs      | Monique Kiene M. Oremans  | 1er tour (1/32) J. Fuchs      | M. Lindström Whittington   | 2e tour (1/16) M. Lindström   | M. Oremans Caroline Vis     | 1er tour (1/32) M. Lindström | C. MacGregor S. Stafford   |
| 1994  | -                             | -                         | 2e tour (1/16) Krajčovičová   | Jenny Byrne R. McQuillan   | 1er tour (1/32) M. Lindström  | K. Habšudová R. Zrubáková   | 1er tour (1/32) M. Lindström | A. Coetzer Gorrochategui   |
| 1995  | 2e tour (1/16) M. Lindström   | Lori McNeil Helena Suková | 2e tour (1/16) M. Lindström   | Elna Reinach Irina Spîrlea | 2e tour (1/16) M. Lindström   | K. Boogert N. Jagerman      | 1er tour (1/32) M. Lindström | Elna Reinach Irina Spîrlea |
| 1996  | 2e tour (1/16) M. Lindström   | L. Davenport MJ Fernández | 2e tour (1/16) M. Lindström   | Katrina Adams M. de Swardt | 1er tour (1/32) M. Lindström  | Julia Lutrova T. Tanasugarn | 2e tour (1/16) Åsa Svensson  | M. Hingis Helena Suková    |

Sous le résultat, la partenaire ; à droite, l’ultime équipe adverse.

### En double mixte
| Année | Open d'Australie             | Open d'Australie           | Internationaux de France    | Internationaux de France   | Wimbledon                    | Wimbledon                  | US Open | US Open |
| ----- | ---------------------------- | -------------------------- | --------------------------- | -------------------------- | ---------------------------- | -------------------------- | ------- | ------- |
| 1991  | -                            | -                          | 2e tour (1/16) Rikard Bergh | Caroline Vis Paul Haarhuis | -                            | -                          | -       | -       |
| 1993  | -                            | -                          | -                           | -                          | 1/4 de finale Jan Apell      | M. Bollegraf Tom Nijssen   | -       | -       |
| 1995  | -                            | -                          | 2e tour (1/16) Peter Nyborg | Julie Halard O. Delaitre   | 1er tour (1/32) Kristiansson | MJ Fernández Sandon Stolle | -       | -       |
| 1996  | 1er tour (1/16) Peter Nyborg | R. McQuillan D. Macpherson | -                           | -                          | 2e tour (1/16) Peter Nyborg  | Lori McNeil Mark Keil      | -       | -       |

Sous le résultat, le partenaire ; à droite, l’ultime équipe adverse.

## Parcours en Coupe de la Fédération
| #                                                                       | Date       | Lieu       | Surface         | Gagnante(s)                       | Perdante(s)                         | Score          |          |
|                                                                         |            |            |                 |                                   |                                     |                |          |
| 1988 - 1er tour (groupe mondial) - Bulgarie - Suède - 0 : 3             |            |            |                 |                                   |                                     |                |          |
| 1                                                                       | 05/12/1988 | Melbourne  |                 | Maria Strandlund                  | Galia Angelova                      | 6-4, 5-7, 6-3  | Parcours |
|                                                                         |            |            |                 |                                   |                                     |                |          |
| 1988 - 2e tour (groupe mondial) - Suède - États-Unis - 2 : 1            |            |            |                 |                                   |                                     |                |          |
| 2                                                                       | 05/12/1988 | Melbourne  |                 | Maria Strandlund                  | Patty Fendick                       | 6-2, 7-63      | Parcours |
|                                                                         |            |            |                 |                                   |                                     |                |          |
| 1988 - 1/4 de finale (groupe mondial) - Canada - Suède - 3 : 0          |            |            |                 |                                   |                                     |                |          |
| 3                                                                       | 05/12/1988 | Melbourne  |                 | Jill Hetherington                 | Maria Strandlund                    | 6-3, 7-67      | Parcours |
|                                                                         |            |            |                 |                                   |                                     |                |          |
| 1989 - 1er tour (groupe mondial) - Japon - Suède - 3 : 0                |            |            |                 |                                   |                                     |                |          |
| 4                                                                       | 03/10/1989 | Tokyo      | Dur (ext.)      | Kimiko Date Etsuko Inoue          | Catarina Lindqvist Maria Strandlund | 7-5, 6-2       | Parcours |
|                                                                         |            |            |                 |                                   |                                     |                |          |
| 1990 - 1er tour (groupe mondial) - Suède - Belgique - 1 : 2             |            |            |                 |                                   |                                     |                |          |
| 5                                                                       | 23/07/1990 | Atlanta    | Dur (ext.)      | Sandra Wasserman                  | Maria Strandlund                    | 6-4, 6-4       | Parcours |
| 5                                                                       | 23/07/1990 | Atlanta    | Dur (ext.)      | Sabine Appelmans Sandra Wasserman | Catarina Lindqvist Maria Strandlund | 6-2, 6-2       | Parcours |
|                                                                         |            |            |                 |                                   |                                     |                |          |
| 1991 - 1er tour (groupe mondial) - Suède - Tchécoslovaquie - 0 : 2      |            |            |                 |                                   |                                     |                |          |
| 6                                                                       | 23/07/1991 | Nottingham |                 | Radka Zrubáková                   | Maria Strandlund                    | 6-0, 6-1       | Parcours |
|                                                                         |            |            |                 |                                   |                                     |                |          |
| 1991 - Barrage (groupe mondial I) - Paraguay - Suède - 0 : 3            |            |            |                 |                                   |                                     |                |          |
| 7                                                                       | 24/07/1991 | Nottingham |                 | Maria Strandlund                  | Larissa Schaerer                    | 6-4, 7-5       | Parcours |
|                                                                         |            |            |                 |                                   |                                     |                |          |
| 1992 - 1er tour (groupe mondial) - Suède - Suisse - 2 : 1               |            |            |                 |                                   |                                     |                |          |
| 8                                                                       | 14/07/1992 | Francfort  | Terre (ext.)    | Maria Lindström Maria Strandlund  | Manuela Maleeva Michelle Strebel    | 6-4, 5-7, 6-4  | Parcours |
|                                                                         |            |            |                 |                                   |                                     |                |          |
| 1992 - 2e tour (groupe mondial) - Pologne - Suède - 2 : 1               |            |            |                 |                                   |                                     |                |          |
| 9                                                                       | 15/07/1992 | Francfort  | Terre (ext.)    | Magdalena Feistel K. Teodorowicz  | Maria Lindström Maria Strandlund    | 6-3, 6-2       | Parcours |
|                                                                         |            |            |                 |                                   |                                     |                |          |
| 1993 - 1er tour (groupe mondial) - Suède - Uruguay - 3 : 0              |            |            |                 |                                   |                                     |                |          |
| 10                                                                      | 19/07/1993 | Francfort  | Terre (ext.)    | Maria Lindström Maria Strandlund  | Claudia Brause Patricia Miller      | 6-4, 6-3       | Parcours |
|                                                                         |            |            |                 |                                   |                                     |                |          |
| 1993 - 2e tour (groupe mondial) - Suède - France - 0 : 3                |            |            |                 |                                   |                                     |                |          |
| 11                                                                      | 21/07/1993 | Francfort  | Terre (ext.)    | Julie Halard Nathalie Tauziat     | Maria Lindström Maria Strandlund    | 6-2, 6-3       | Parcours |
|                                                                         |            |            |                 |                                   |                                     |                |          |
| 1994 - 1er tour (groupe mondial) - Belgique - Suède - 1 : 2             |            |            |                 |                                   |                                     |                |          |
| 12                                                                      | 18/07/1994 | Francfort  | Terre (ext.)    | Maria Strandlund                  | Dominique Monami                    | 6-4, 6-2       | Parcours |
| 12                                                                      | 18/07/1994 | Francfort  | Terre (ext.)    | Maria Lindström Maria Strandlund  | Sabine Appelmans Dominique Monami   | 4-6, 6-1, 6-3  | Parcours |
|                                                                         |            |            |                 |                                   |                                     |                |          |
| 1994 - 2e tour (groupe mondial) - Suède - Japon - 0 : 3                 |            |            |                 |                                   |                                     |                |          |
| 13                                                                      | 20/07/1994 | Francfort  | Terre (ext.)    | Naoko Sawamatsu                   | Maria Strandlund                    | 6-4, 6-3       | Parcours |
| 13                                                                      | 20/07/1994 | Francfort  | Terre (ext.)    | Mana Endo Nana Miyagi             | Maria Lindström Maria Strandlund    | 6-72, 6-1, 6-2 | Parcours |
|                                                                         |            |            |                 |                                   |                                     |                |          |
| 1995 - 1/4 de finale (groupe mondial II) - Suède - Pays-Bas - 0 : 5     |            |            |                 |                                   |                                     |                |          |
| 14                                                                      | 22/04/1995 | Västerås   | Moquette (int.) | Miriam Oremans                    | Maria Strandlund                    | 6-3, 6-1       | Parcours |
| 14                                                                      | 22/04/1995 | Västerås   | Moquette (int.) | Kristie Boogert                   | Maria Strandlund                    | 6-71, 6-3, 6-0 | Parcours |
| 14                                                                      | 22/04/1995 | Västerås   | Moquette (int.) | Manon Bollegraf Caroline Vis      | Maria Lindström Maria Strandlund    | 6-1, 6-3       | Parcours |
|                                                                         |            |            |                 |                                   |                                     |                |          |
| 1995 - Barrage (groupe mondial II) - République tchèque - Suède - 4 : 1 |            |            |                 |                                   |                                     |                |          |
| 15                                                                      | 22/07/1995 | Prague     | Moquette (int.) | Helena Suková                     | Maria Strandlund                    | 6-2, 6-3       | Parcours |
| 15                                                                      | 22/07/1995 | Prague     | Moquette (int.) | Petra Langrová                    | Maria Strandlund                    | 6-2, 6-2       | Parcours |

## Classements WTA en fin de saison

### En simple
| Année | 1986 | 1987 | 1988 | 1989 | 1990 | 1991 | 1992 | 1993 | 1994 | 1995 | 1996 | 1997 |
| Rang  | 418  | 212  | 107  | 99   | 131  | 147  | 214  | 177  | 170  | 115  | 158  | 328  |

Source : (en) « Classements de Maria Strandlund », sur le site officiel du WTA Tour

### En double
| Année | 1986 | 1987 | 1988 | 1989 | 1990 | 1991 | 1992 | 1993 | 1994 | 1995 | 1996 | 1997 |
| Rang  | 340  | 182  | 109  | 84   | 112  | 150  | 131  | 83   | 60   | 55   | 111  | 245  |

Source : (en) « Classements de Maria Strandlund », sur le site officiel du WTA Tour